# Shakedown Street
Shakedown Street je desáté studiové album skupiny Grateful Dead. Album vyšlo 15. listoapdu 1978 u Arista Records. V roce 2006 vyšla reedice alba s několika bonusy u Rhino Records. Album produkoval Lowell George.

## Seznam skladeb
| Pořadí         | Název                      | Autor              | Délka |
| -------------- | -------------------------- | ------------------ | ----- |
| 1.             | Good Lovin'                | Clark, Resnick     | 4:51  |
| 2.             | France                     | Hart, Hunter, Weir | 4:03  |
| 3.             | Shakedown Street           | Garcia, Hunter     | 4:59  |
| 4.             | Serengetti                 | Hart, Kreutzmann   | 1:59  |
| 5.             | Fire on the Mountain       | Hart, Hunter       | 3:46  |
| 6.             | I Need a Miracle           | Barlow, Weir       | 3:36  |
| 7.             | From the Heart of Me       | D. Godchaux        | 3:23  |
| 8.             | Stagger Lee                | Garcia, Hunter     | 3:25  |
| 9.             | All New Minglewood Blues   | traditional        | 4:12  |
| 10.            | If I Had the World to Give | Garcia, Hunter     | 4:50  |
| Celková délka: | Celková délka:             | Celková délka:     | 39:04 |

## Sestava

### Grateful Dead
- Jerry Garcia – sólová kytara, zpěv
- Bob Weir – rytmická kytara, zpěv
- Phil Lesh – basová kytara
- Keith Godchaux – klávesy, zpěv
- Donna Jean Godchaux – zpěv
- Bill Kreutzmann – bicí, perkuse
- Mickey Hart – bicí, perkuse

### Hosté
- Jordan Amarantha – perkuse
- Matthew Kelly – harmonika
- Lowell George – zpěv
- Steve Schuster - lesní roh